# Crybaby (микстейп)
Crybaby (с англ. — «Плакса») — четвёртый микстейп американского рэпера Lil Peep. Он был выпущен 10 июня 2016 года независимо от лейблов, а затем посмертно переиздан на цифровые площадки 10 июня 2020 с 10 из первоначально 11 треками. С микстейпа было выпущено шесть синглов «nineteen», «ghost girl», «white tee», «driveway» и «Absolute in Doubt»

## История
Lil Peep был известен своей татуировкой «Crybaby» на лбу, которая означала для него заверением в том, что он должен быть благодарен.
Микстейп был доступен для бесплатного скачивания на MediaFire вскоре после релиза.

## Список треков
По данным Genius и сайта Lil Peep.
| №                   | Название                                                      | Автор(ы)                                                                                           | Продюсеры            | Длительность |
| ------------------- | ------------------------------------------------------------- | -------------------------------------------------------------------------------------------------- | -------------------- | ------------ |
| 1.                  | «Crybaby»                                                     | Густав Ар Шериф Рашед Брайан Лейна Джесси Лэйси                                                    | Lederrick Густав Ар  | 4:08         |
| 2.                  | «Lil Jeep»                                                    | Ар Киан Паттерсон Жак Роберт Сирул                                                                 | Cian P               | 3:22         |
| 3.                  | «Yesterday»                                                   | Ар Чарли Шаффлер Ноэл Галлахер                                                                     | Чарли Шаффлер        | 1:51         |
| 4.                  | «Absolute in Doubt» (при участии Wicca Phase Springs Eternal) | Ар Адам Макилви Джозеф Кавалло                                                                     | Foxwedding           | 3:23         |
| 5.                  | «Ghost Girl»                                                  | Ар Рашед Маркус Эойн Майкл Сэндисон                                                                | Lederrick            | 2:53         |
| 6.                  | «Big City Blues» (при участии Cold Hart)                      | Ар Джерик Килисадио Шаффлер Холмогорцев Марк Игоревич                                              | Чарли Шаффлер        | 2:34         |
| 7.                  | «Skyscrapers [Love Now, Cry Later]»                           | Ар Килисадио Бенджамин Гиббард Кристофер Уола                                                      | Jayyeah              | 2:01         |
| 8.                  | «Falling 4 Me»                                                | Ар Рашед Кристофер Торн                                                                            | Lederrick Horse Head | 3:28         |
| 9.                  | «Nineteen»                                                    | Ар Дилан Маллен Айзек Брок Джереми Грин Эрик Джуди                                                 | Smokeasac            | 2:56         |
| 10.                 | «White Tee» (при участии Lil Tracy)                           | Ар Джаз Батлер Брейден Морган Гиббард Джимми Тамборелло                                            | Nedarb               | 2:12         |
| 11.                 | «Driveway»                                                    | Ар Маллен Брайан Джозеф Блейк Кайл Кеннет Фазель Эрик Фелпс Хейнс Дэвид Эдвард Нокс Дэниел Лэмбтон | Smokeasac            | 2:57         |
| Общая длительность: | Общая длительность:                                           | Общая длительность:                                                                                | Общая длительность:  | 31:31        |

Комментарии
- Все названия песен написаны строчными буквами.
- «falling 4 me» отсутствует в переиздании из-за проблем с очисткой семпла.
- В «crybaby» используется семпл «The No Seatbelt Song» Brand New.
- В «lil jeep» используется семпл «Two People» Jacques Siroul.
- В «yesterday» используется семпл «Wonderwall» Oasis.
- В «ghost girl» используется семпл «In the Annexe» Boards of Canada.
- В «big city blues» содержит элементы из «Tired Guitars» Kholmogortsev Mark Igorevich.
- В «skyscrapers [love now, cry later]» используется семпл «Brothers on a Hotel Bed» Death Cab for Cutie.
- В «falling 4 me» используется семпл «Climbing Up the Walls» Radiohead.
- В «nineteen» используется  семпле «Broke» Modest Mouse.
- В «white tee» используется  семпле «Such Great Heights» The Postal Service.
- D «driveway» используется семпл «I’ve Given Up on You» Real Friends.

## Чарты
| Чарт (2020)                   | Высшая позиция |
| ----------------------------- | -------------- |
| Австрия (Ö3 Austria)          | 45             |
| Бельгия/Фландрия (Ultratop)   | 107            |
| Германия (Offizielle Top 100) | 51             |
| Новая Зеландия (RMNZ)         | 36             |

| Чарт (2023–2024)                     | Высшая позиция |
| ------------------------------------ | -------------- |
| Австралия Vinyl Albums (ARIA)        | 6              |
| Бельгия/Фландрия (Ultratop)          | 38             |
| Польша (ZPAV)                        | 77             |
| Великобритания (UK R&B Albums Chart) | 30             |
| США (Billboard 200)                  | 102            |

## Сертификации
| Регион                                                                      | Сертификация | Продажи |
| --------------------------------------------------------------------------- | ------------ | ------- |
| Великобритания (BPI)                                                        | Серебряный   | 60 000  |
| Данные о продажах + прослушиваниях приведены только на основе сертификации. |              |         |